# Пламен Йорданов (художник)
Вижте пояснителната страница за други личности с името Пламен Йорданов.
Пламен Йорданов е български художник, живеещ в САЩ. Работи в областта на живописта и концептуализма.

## Биография
Пламен Йорданов е роден през 1961 г. в Асеново, общ. Стражица. Следва във Великотърновския университет, специалност живопис (1982 – 1985), и в Националната художествена академия, специалност живопис, в класа на проф. Светлин Русев (1985 – 1990). Продължава образованието си със стипендии във Върмънт Студио Сентър, в програмата на проф. Робърт Хенри и проф. Роджър Уинтър-Джонсън (1992), в Комо, Италия, в класа на проф. Джозеф Косут (1995) и в Лятната академия в Залцбург, Австрия, в класа на проф. Агнес Денес (1997).
От 1998 г. живее в Чикаго, САЩ

## Самостоятелни изложби
- 1990 Галерията на СБХ, ул. Шипка 6, София
- 1993 Галерията на СБХ, ул. Шипка 6, София
- 2010 Jack Olson Gallery, School of Art, Northern Illinois University, DeKalb, САЩ

ИЗЛОЖБИ/ПРОЕКТИ:
- 2010 4th Beijing International Art Biennale, National Art Museum of China, Пекин, Китай
- 2010 Queens Museum of Art, Ню Йорк, САЩ
- 2011 Massachusetts Museum of Contemporary Art, САЩ
- 2013 La Biennale di Venezia, Венеция, Италия